# Rafael Soto Vergés
Rafael Soto Vergés (Cádiz, 24 de agosto de 1936 - Madrid, 14 de julio de 2004) fue un poeta español. Consiguió el premio Adonáis en 1958 por La agorera.

## Biografía
Rafael Soto Vergés nació en Cádiz (España) el 24 de agosto de 1936. Cursó estudios en su ciudad natal, y en 1950 ingresó en la Escuela de Comercio de Cádiz, mientras comenzaba a publicar algunos poemas en las páginas literarias de un periódico local. También por esas fechas ganó el Primer Premio de Periodismo Literario convocado por el periódico La Voz del Sur. 
De 1950 a 1958 organizó y pronunció conferencias, participó en la fundación de tertulias literarias y revistas… En 1958 obtuvo el Grado de Profesor Mercantil y se trasladó a Madrid para cursar Filosofía y Letras. En ese mismo año, su primer libro de poemas, La Agorera, logró el Premio Nacional de Poesía Adonáis. En 1962 estrenó su farsa poética El recovero de Uclés, e ingresó en la Asociación Española de Críticos de Arte, iniciando así su colaboración con varias revistas (Artes, Bellas Artes, La Estafeta Literaria). En 1967 publicó un segundo libro de poesía, Epopeya sin Héroe, y en 1970 participó en cursos de la Universidad Internacional Menéndez Pelayo de Santander. En 1968 fue incluido en la Antología de la nueva poesía española. En 1970 publicó su tercer libro de poesía, El Reñidero, y en 1971 el libro de ensayos La Realidad y La Expresión. Recibió la medalla de la Fundación Gulbenkian por su trabajo como crítico de arte y en 1974 fue nombrado académico de la Real Academia de Bellas Artes de San Telmo, de Málaga. Posteriormente sería nombrado miembro de la Asociación Internacional de Críticos de Arte, con sede en París. En 1975 publicó un nuevo libro de poesía, El Gallo Ciego, que presentó en un programa cultural de TVE. 
En 1976 dirigió la revista Campus de la Universidad Autónoma. En el mismo año participó en el Homenaje a Federico García Lorca, junto a Vicente Aleixandre, Dámaso Alonso, Gerardo Diego, Salvador Espriu, José Agustín Goytisolo y Francisco Giner de los Ríos, entre otros, y al año siguiente en el Homenaje a Antonio Machado, junto a Celso Emilio Ferreiro, Félix Grande y Carlos Álvarez, entre otros. Ocurrió entonces un hecho que le obligó a interrumpir su actividad creadora: el fallecimiento de su primera esposa, en 1979. El paréntesis duró hasta 1986, en que publicó sus poemas escénicos: El Leñador de Sombras y Guitarra en García Lorca, este último presentado en la Diputación de Cádiz, con motivo de la clausura de los Cursos Universitarios de Verano de 1986 (coincidiendo con el 50.º Aniversario de la muerte del poeta), y en diciembre del mismo año en el Ateneo de Madrid. 
En 1987 publicó dos nuevos libros de poesía: Viento Oscuro Lejano (con presentación en TVE y Canal Sur) y Antología Mágica. En 1989 participó en los homenajes a Rafael Alberti y a la Generación de los 60. Además fue nombrado Presidente Honorario del Centro de Estudios Poéticos Hispánicos, Sección Española del Hispanic Poetic Studies Center de la University of North Carolina at Greensboro (EUA). Este organismo instituyó un Premio, la Medalla al Reconocimiento Internacional, otorgada, entre otros, a los poetas Rafael Montesinos, Francisco Matos Paoli, Gastón Baquero y Carlos Bousoño; y a los hispanistas Robert Marrast y Miloslav Ulicny.
En 1992 intervino en el ciclo: El Barroco en la Poesía Española, dentro de la II Semana Poética de la Universidad Internacional Menéndez Pelayo en Cuenca.
En los años posteriores publicó cinco nuevos libros de poesía, todos ellos merecedores de distinción:  El Discurso de Yerba (Premio Andalucía de la Crítica 1994), Rimado Bajo el Piélago (Premio Internacional Ciudad de Cáceres 1993), Manual de Prodigios (Premio Ciudad de Valencia 1997), Pasto en Llamas (Premio Leonor 1999), y Las Deletéreas Áreas (IV Premio de Poesía Aljabibe 2003).
Desde 2003 trabajó en una nueva publicación hasta su fallecimiento el 14 de julio de 2004, a la edad de 67 años, a causa de una grave enfermedad.

## Obra
Su poesía ha sido traducida al inglés, francés, italiano, portugués, griego y checo. Algunos autores lo consideran un miembro relevante del Grupo Poético de los Sesenta, mientras que para otros es un poeta bisagra, o de transición, entre las generaciones del 50 y el 60. En cualquier caso, se trata de un poeta renovador y anticipador de corrientes líricas posteriores, según juicios de:
- Carlos Bousoño: "Poeta, pues, profundo, rico, misterioso, imaginativo, y con un don expresivo sobresaliente". (Conferencia en el International Institute de Madrid, 1961, y Prólogo del libro Antología Mágica; Madrid, 1987).

- Víctor García de la Concha: "Rafael Soto Vergés destaca, por su compromiso renovador, en El Gallo Ciego" (Letras Españolas 1976-1986, Edit. Castalia; Madrid, 1987).

- Gabriele Morelli: "Un clásico de la poesía española moderna". (Estudio monográfico y Prólogo del libro El discurso de yerba; Madrid, 1994).

- Ricardo Gullón: "Un poeta cuya breve obra es una de las primeras en anticipar (mediante la potenciación simbólica) fórmulas renovadoras del realismo vigente a finales de los años cincuenta" (Diccionario de literatura española e hispanoamericana, ficha de A.S.Z., Alianza Editorial; Madrid,  1993).

- Miguel García-Posada: "Representa la incorporación a nuestra lírica de una tradición no frecuentada: la poesía inglesa de la celebración de la naturaleza". (Periódico El País, Babelia/ Libros; Madrid, 17/12/1994).

- El discurso de yerba «[ El Discurso de Herba - Edición Limitada]» (enlace roto disponible en este archivo).; https://luissoares.art/pt/produto/ser19022-o-discurso-da-erva/ Madrid, 1994 - Carpeta con ilustración de 3 serigrafías de Luís Soares (Artista Luso-Mozambiqueño)

En sus propias palabras: "...mi poesía no trabaja, normalmente, con los escasos datos de la realidad superficial, sino, contrariamente, con los que subyacen en aquella infrahistoria que constituye la materia mítica: los miedos y misterios populares, las recurrencias cosmogónicas, los dolores, oscuridades y carencias arquetípicos: todos los elementos que, informando la sensibilidad existencial, componen el inconsciente colectivo, la substancia más íntima del pueblo. No quiere decirse con esto que los proyectos de mi poética tiendan hacia lo mitológico, ni mucho menos hacia una especie de sensible oscurantismo. De ningún modo. La existencia es, para mí, terriblemente oscura, conflictiva y confusa. Con mi poesía solamente intenté desvelar su sentido, iluminarla".

## Poesía
- La agorera (Premio Adonáis 1958), Ediciones Rialp; Madrid, 1959.
- Epopeya sin héroe, Editorial Ciencia Nueva, Colec. El Bardo; Madrid, 1967.
- El reñidero, Taller de Ediciones JB, Colec. Poesía para todos; Madrid, 1970.
- El gallo ciego, Barral Editores, Colec. Ocnos; Barcelona, 1975.
- Viento oscuro lejano, Ediciones Libertarias; Madrid, 1987.
- Antología Mágica, (Prólogo de Carlos Bousoño), Ediciones Libertarias; Madrid, 1987.
- El discurso de yerba (Prólogo de Gabriele Morelli), (Premio Andalucía de la Crítica 1994). Ediciones Libertarias; Madrid, 1994.
- Rimado bajo el piélago (Premio Internacional Ciudad de Cáceres 1993), Edición del Ayuntamiento de Cáceres; Madrid, 1994.
- Manual de prodigios (Premio Ciudad de Valencia 1997); Juan Pastor, editor. Colec. Devenir. Madrid, 1999.
- Pasto en llamas (Premio Leonor 1999). Edición de la Diputación de Soria, 2000.
- Las deletéreas áreas (Premio de Poesía Aljabibe 2003). Tabla Rasa Ediciones; Madrid, 2003.

## Ensayo y Arte
- La realidad y la expresión, Editorial Helios, Colec. Hechos y Palabras; Madrid, 1971.
- Picasso (en colaboración con VV.AA.), Edición de la Asociación Española de Críticos de Arte; Madrid, 1973.
- Andalousie (en colaboración con otros autores), Les Editions Arthaud; París, 1985.
- Diccionario de artistas contemporáneos de Madrid (en colaboración con VV.AA.) Arteguía. Aldebarán Ediciones; Madrid, 1996.

## Teatro y Narrativa
- El recovero de Uclés  (Farsa poética), Edit. Escelicer, Colec. Teatro; Madrid, 1963.
- Manifiesto español o una antología de narradores (en colaboración con VV.AA.), Ediciones Marte; Barcelona, 1973.